# 159011 Radomyshl
159011 Radomyshl è un asteroide della fascia principale. Scoperto nel 2004, presenta un'orbita caratterizzata da un semiasse maggiore pari a 2,6436129 UA e da un'eccentricità di 0,1186890, inclinata di 17,10893° rispetto all'eclittica.